# Romaan Eugeen Van Maldeghem

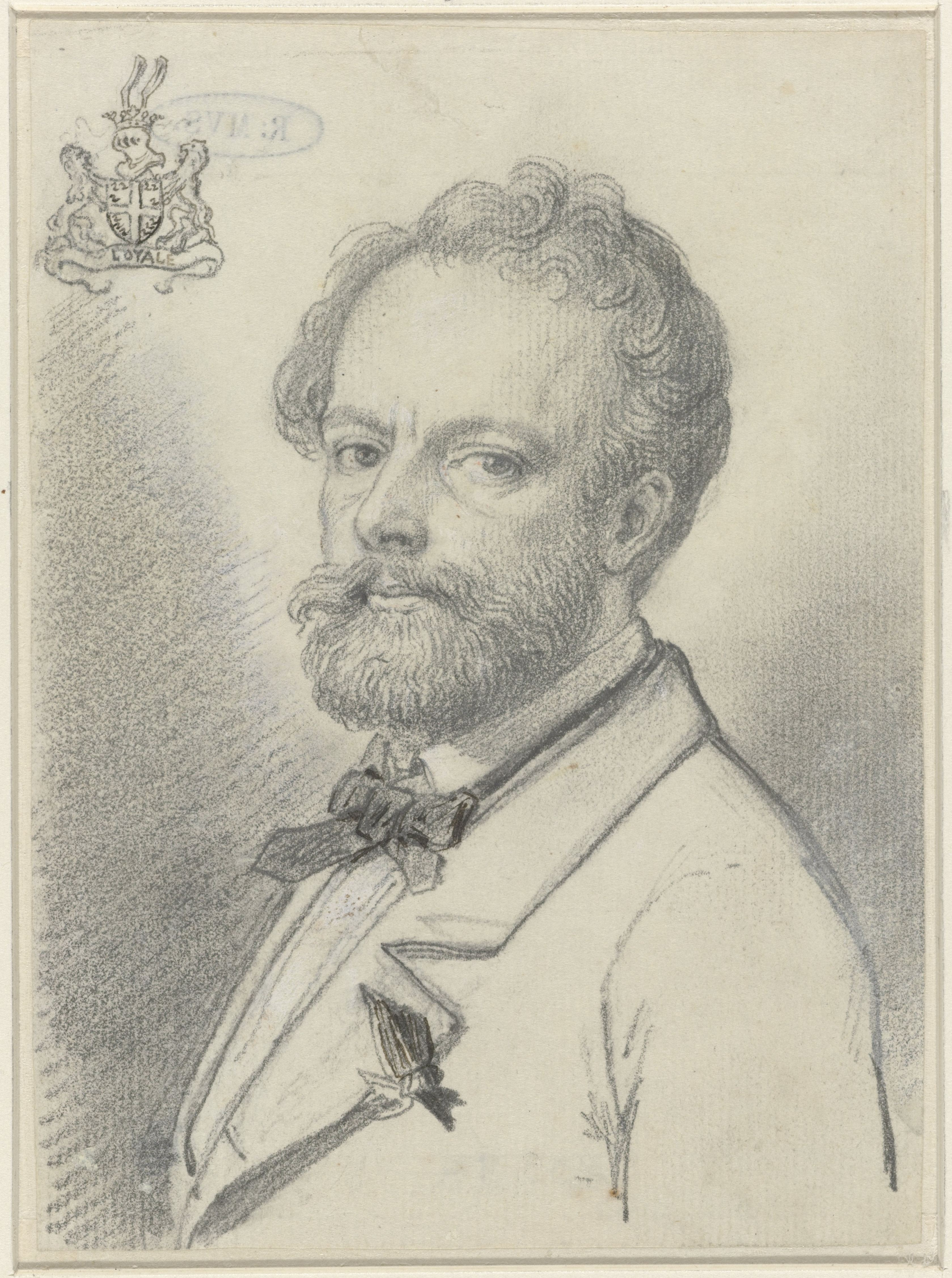
Zelfportret van Eugeen van Maldeghem

Romaan-Eugeen Van Maldeghem (Dentergem, 25 april 1813 - Elsene, 26 augustus 1867) was een Vlaams kunstschilder.

## Levensloop

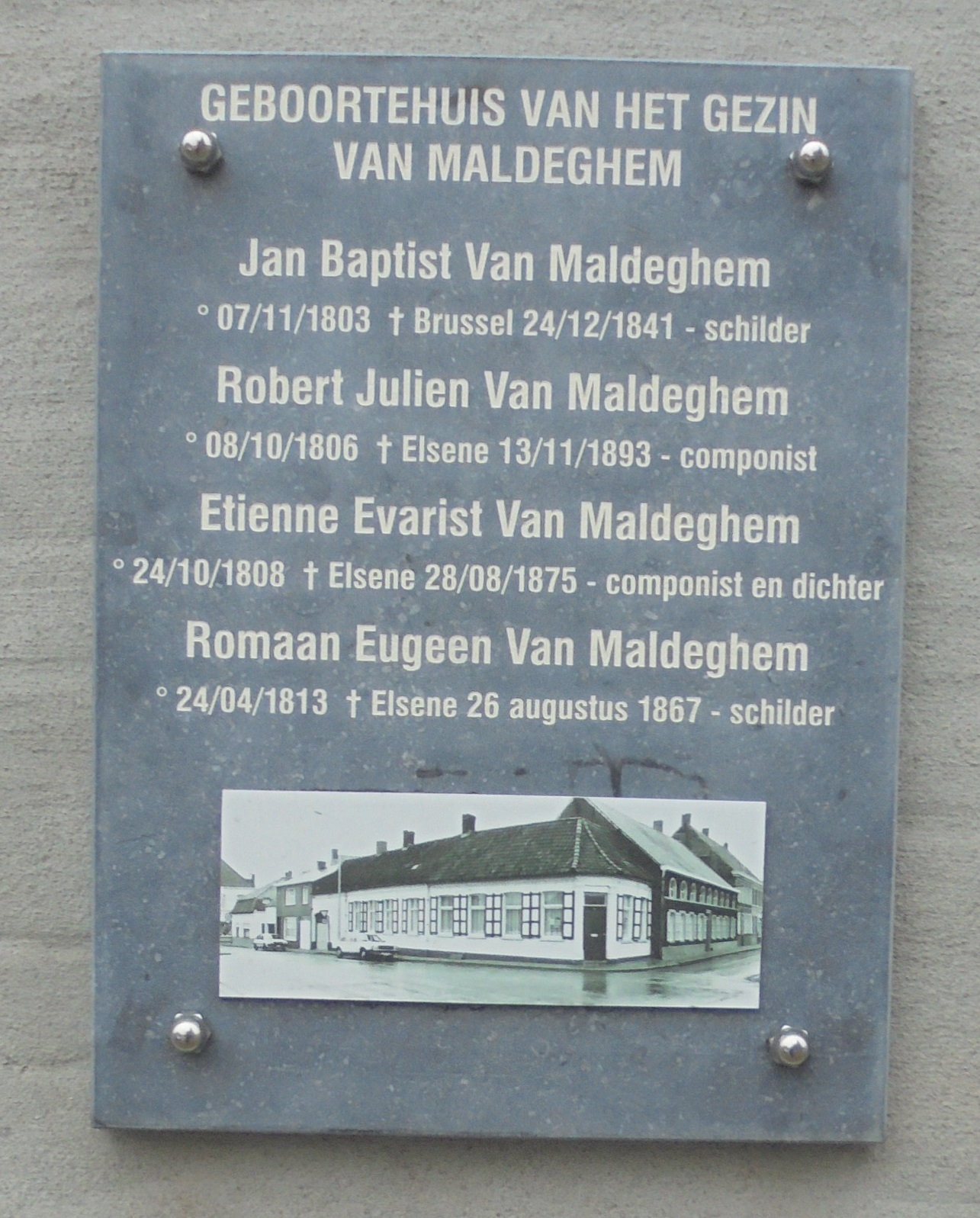
Gedenkplaat

Romaan werd kunstschilder net zoals zijn oudste broer Jan Baptist Van Maldeghem (Dentergem 1793 - Brussel 1841). Hij was eveneens broer van de componisten Robert Julien Van Maldeghem (Dentergem 1806 - Elsene 1893) en Etienne Evarist Van Maldeghem (Dentergem 1808 - Elsene 1875).
Als zoon van onderwijzer Justin-Evariste Van Maldeghem (Lotenhulle 1773 - Wingene 1830) verwierf hij heel wat bekendheid als schilder van hoofdzakelijk religieuze taferelen. Ook schilderde hij leden van het koningshuis.

In 1838 won hij de Prijs van Rome voor schilderkunst. Met deze beurs verbleef hij in de jaren 1842-1843 in Rome en Napels.

In zijn geboortedorp hangen van hem twee werken in de kerk. In Dentergem is ook een straat naam hem genoemd.

Hij was korte tijd (1852-1853) directeur van de Vrije Kunstacademie in Brugge.
Samen met zijn twee nog in leven zijnde broers kreeg hij in 1859 adelerkenning, op basis van hun behoren tot het oud adellijk geslacht Van Maldeghem.

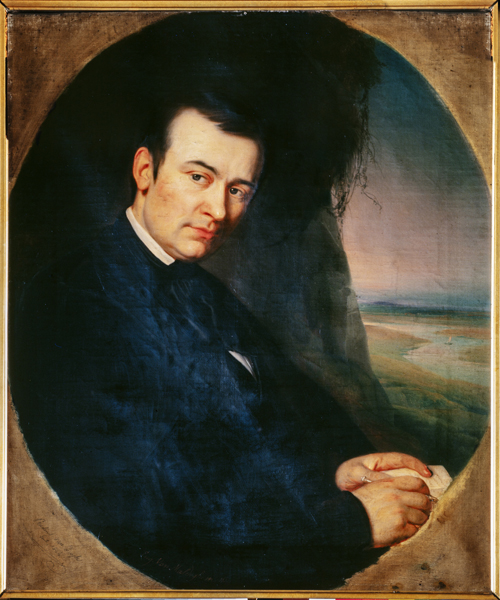
Prudens van Duyse
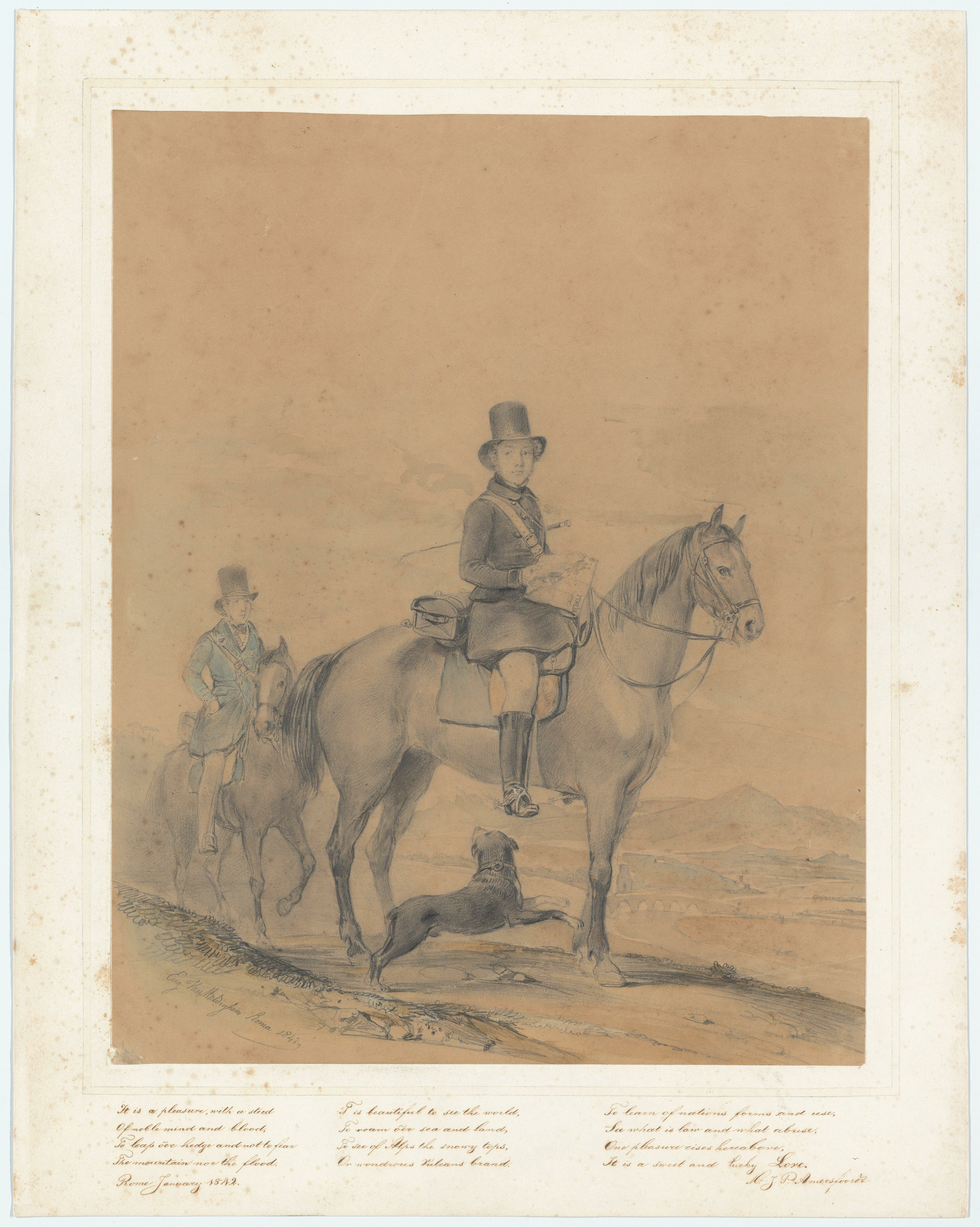
Twee ruiters te paard
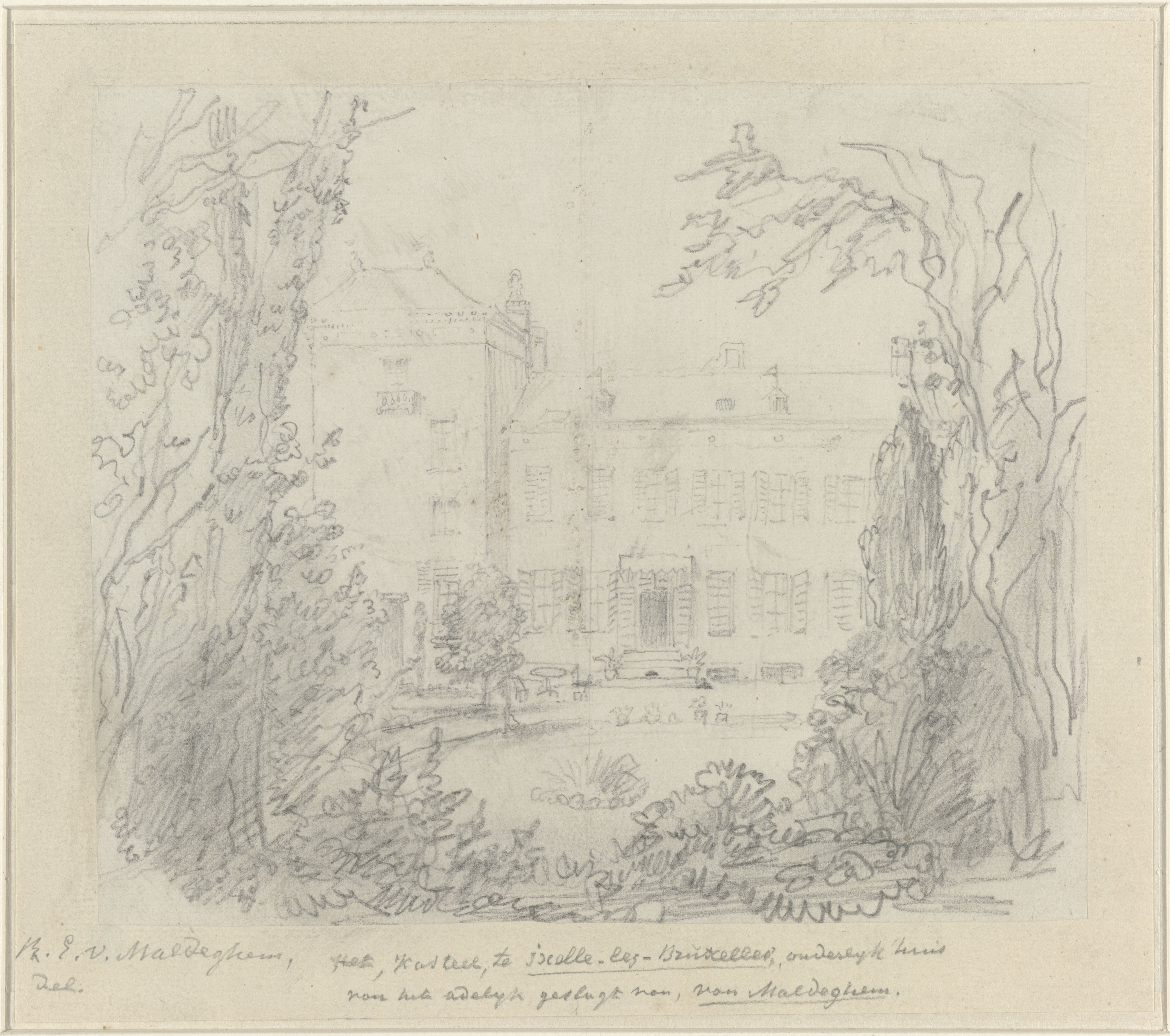
Kasteel Ixelles-les-Bruxelles
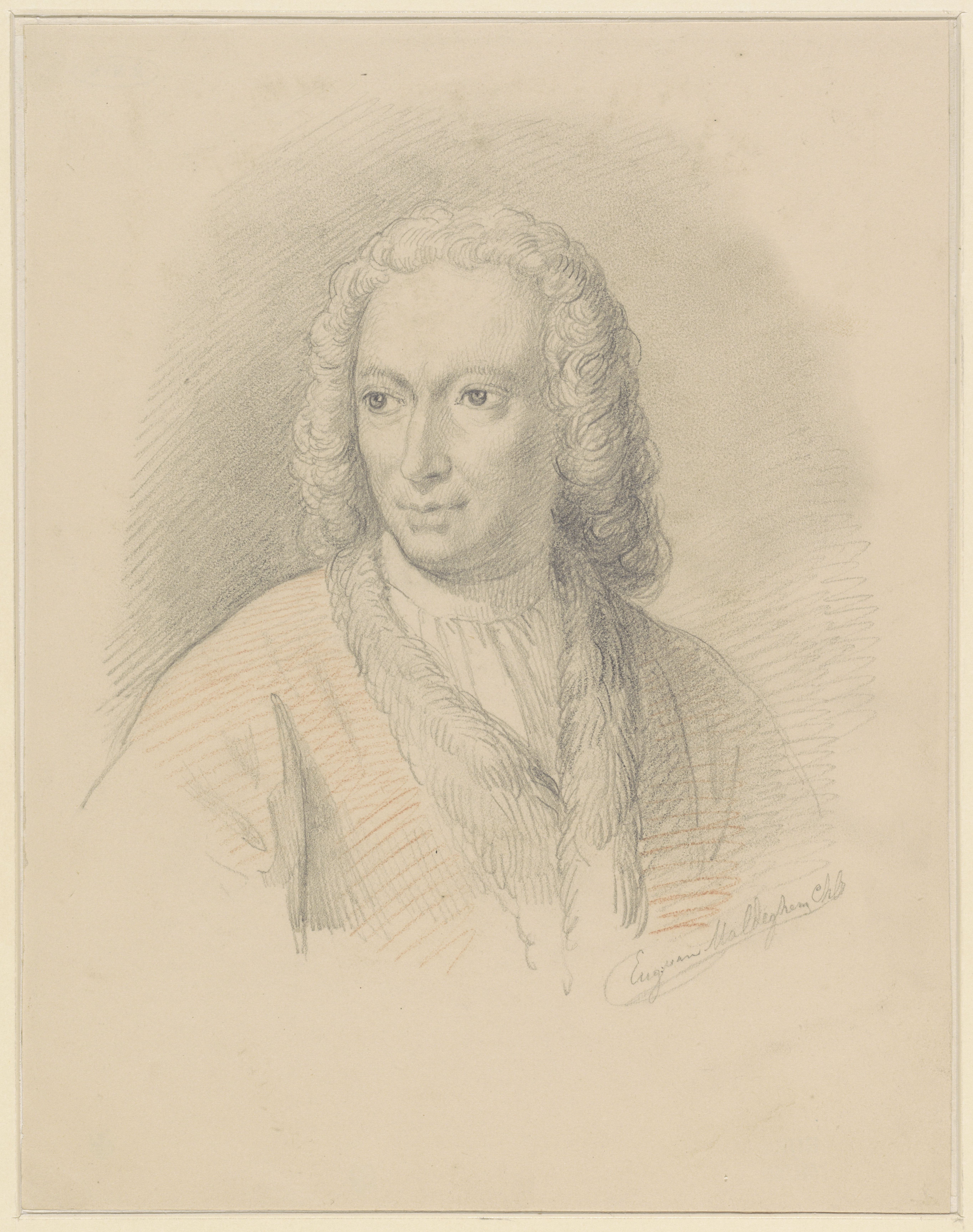
Meindert Hobbema
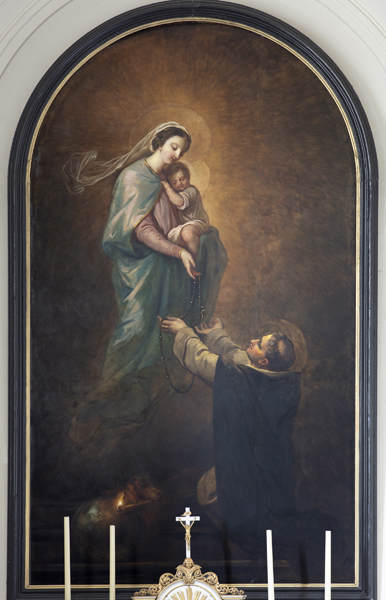
Maria schenkt de rozenkrans aan Dominic Guzman
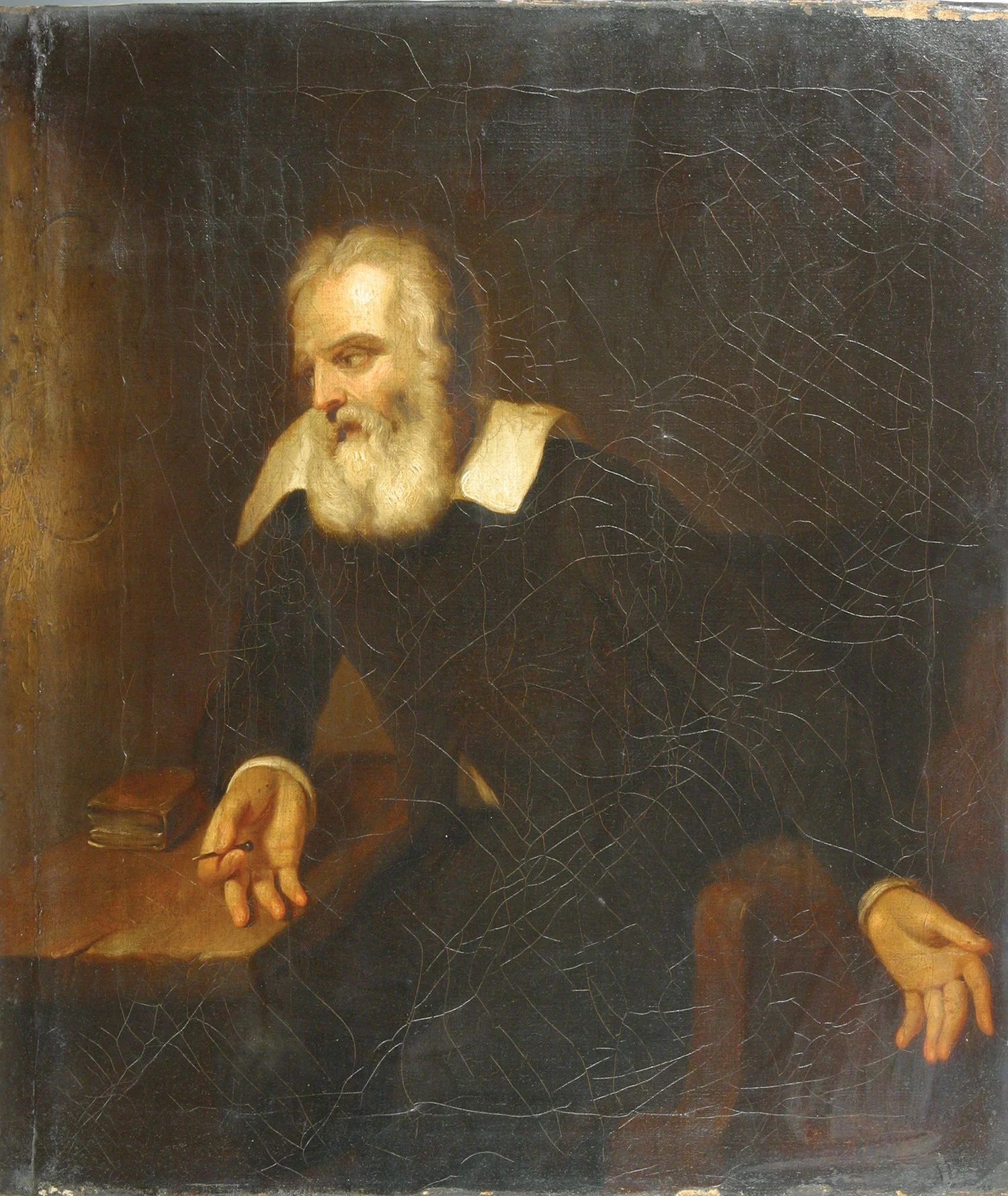
Galileo Galilei